# Bitectipora umboavicula
Bitectipora umboavicula är en mossdjursart som beskrevs av Florence, Hayward och Gibbons 2007. Bitectipora umboavicula ingår i släktet Bitectipora och familjen Bitectiporidae. Inga underarter finns listade i Catalogue of Life.